# 德萊文 (加利福尼亞州)
德萊文（英語：Delevan）是位於美國加利福尼亞州科盧薩縣的一個非建制地區。該地的面積和人口皆未知。

## 地理
德萊文的座標為39°21′15″N 122°11′28″W / 39.35417°N 122.19111°W，而該地的平均海拔高度為28米（即92英尺）。